# إرفين ليندنر
إرفين ليندنر (بالألمانية: Erwin Lindner)‏ هو عالم حشرات ألماني، ولد في 7 أبريل 1888 في Böglins ‏ في ألمانيا، وتوفي في 30 نوفمبر 1988 في شتوتغارت في ألمانيا.